# Classe 600 serie Sirena
Le classi di sommergibili da "600 tonnellate", che costituirono la spina dorsale dei sommergibili italiani in Mediterraneo, iniziarono dalla classe 600 serie Sirena, a sua volta derivata dalla classe Argonauta. La classe era composta da dodici unità. La classe 600 continuò con la classe Perla, di dieci unità, la classe Adua, di ben diciassette unità, ed infine le tredici unità della classe Platino.
La Regia Marina decise infatti di ordinare la costruzione della serie Sirena mentre era ancora in lavorazione la serie Argonauta. Il progetto originario venne ritoccato solo marginalmente apportando solo poche modifiche secondarie, quale il disegno della prora che divenne del tipo detta "a squalo" caratteristica di tutti i sommergibili tipo Bernardis. Come spesso accadeva la costruzione dei dodici battelli venne distribuita tra vari cantieri. Al cantiere navale di Monfalcone vennero assegnate sei imbarcazioni: Sirena, Naiade, Nereide, Anfitrite, Galatea ed Ondina. Al cantiere Tosi di Taranto due: Diamante e Smeraldo. Al cantiere OTO del Muggiano due: Ametista e Zaffiro. Infine due ai Cantieri navali del Quarnaro di Fiume: Rubino e Topazio. Questi ultimi due furono gli unici sommergibili realizzati dal cantiere Quarnaro, assieme al Delfinul ordinato dalla Marina Rumena.

## Unità

### Ametista
Impostato il 16 settembre 1931 nei cantieri Odero-Terni-Orlando di La Spezia e varato il 24 aprile 1933, entrò in servizio il 1º aprile 1934. Nei primi mesi del 1940 fu impiegato per sperimentare il rilascio di SLC da un sommergibile: sulla coperta furono sistemati dei supporti su cui furono posti tre dei mezzi, poi assicurati con cavi. L’Ametista s'immerse poi nella rada di La Spezia e rilasciò i tre SLC che raggiunsero e minarono il vecchio esploratore Quarto; i tempi e la complessità dell'operazione fecero comunque capire che quella adottata non era la soluzione più agevole per il trasporto di SLC (sui sommergibili Gondar e Sciré, infatti, furono adottati dei contenitori cilindrici). Durante la seconda guerra mondiale operò in Mar Egeo ed effettuò 27 missioni percorrendo 18.000 miglia, senza risultati. Il 9 settembre 1943, in seguito all'armistizio, partì da Fiume raggiungendo Ancona due giorni dopo; ne ripartì alle tre del pomeriggio del 12 settembre trainando il sommergibile tascabile CB. 11, ma al largo di Numana decise di autoaffondarsi.

### Anfitrite
Impostato l'11 luglio 1931 nei CRDA di Monfalcone, fu varato il 3 agosto 1933 ed entrò in servizio il 18 febbraio 1934. Partecipò clandestinamente alla guerra di Spagna operando infruttuosamente nel canale di Sicilia. Il 28 od il 30 giugno 1940 fu attaccato con bombe da un idrovolante Short Sunderland, ricevendo danni per lo scoppio delle bombe vicino allo scafo e dovendo quindi rientrare. Il 6 marzo 1941 fu individuato da cacciatorpediniere inglesi e sottoposto a caccia con cariche di profondità, dovendo emergere per i danni; il caccia Greyhound lo centrò con un proiettile in torretta, uccidendo sette uomini. L'equipaggio autoaffondò l'unità e fu poi recuperato (e catturato) dagli inglesi. L’Anfitrite aveva svolto 7 missioni (5 offensive e 2 addestrative o di trasferimento).

### Diamante
Impostato l'11 maggio 1931 nel cantiere Franco Tosi di Taranto, fu varato il 21 maggio 1933 ed entrò in servizio il 18 novembre dello stesso anno. Nel 1934 effettuò un viaggio nel Mediterraneo orientale. Nel 1937 partecipò clandestinamente alla guerra di Spagna. Il 20 giugno 1940, di ritorno dalla sua prima missione di guerra, fu centrato da due siluri del sommergibile HMS Parthian e s'inabissò in pochi istanti una trentina di miglia a nord di Tobruk, portando con sé il comandante t.v. Angelo Parla e gli altri 42 uomini dell'equipaggio.

### Galatea

Il sommergibile Galatea pronto per il varo.

Impostato il 18 luglio 1931 nei CRDA di Monfalcone, fu varato il 5 ottobre 1933 ed entrò in servizio il 25 giugno 1934. Partecipò clandestinamente alla guerra di Spagna fra il 22 agosto ed il 5 settembre 1937, cercando infruttuosamente di silurare dei mercantili. Il 16 marzo 1942 cannoneggiò un grosso motoveliero che trasportava benzina e, dopo averlo abbordato, lo affondò con una carica esplosiva; subito dopo lanciò un siluro contro una nave leggera nemica, mancandola. Il 21 novembre 1942 lanciò quattro siluri contro un piroscafo al largo delle coste algerine, mancandolo. In seguito all'armistizio del settembre 1943 si consegnò agli Alleati a Bona e fu impiegato in missioni addestrative sino al novembre 1944. Posto poi in disarmo, fu radiato il 1º febbraio 1948 e avviato alla demolizione. Aveva svolto 21 missioni offensive o esplorative e 18 di trasferimento, navigando per 23.041 miglia in superficie e 4399 in immersione.

### Naiade
Impostato nei CRDA di Monfalcone il 9 maggio 1931 e varato il 27 marzo 1933, entrò in servizio il 14 novembre dello stesso anno. Nell'estate 1937 partecipò clandestinamente alla guerra di Spagna, operando in Egeo. Il 12 giugno 1940 attaccò col cannone un gruppo di pontoni scortati da una cannoniera, infruttuosamente a causa della scarsa qualità delle munizioni. Qualche ora più tardi riuscì invece ad affondare con due siluri una nave cisterna norvegese da 8029 tonnellate di stazza lorda, l’Orkanger. Il 14 dicembre 1940 avvistò i cacciatorpediniere inglesi Hereward e Hyperion e si avvicinò per attaccarli, ma fu rilevato prima di poter lanciare i siluri e costretto ad emergere e autoaffondarsi per i danni riportati nella caccia con bombe di profondità. Fra l'equipaggio vi fu una vittima, il marinaio Gaetano Francoforte.

### Nereide
Impostato il 30 maggio 1931 nei CRDA di Monfalcone, fu varato il 25 maggio 1933 ed entrò in servizio il 18 febbraio 1934. Nel 1937 prese clandestinamente parte alla guerra di Spagna. Il 12 giugno 1940 danneggiò con un siluro una grande nave cisterna. In settembre avvistò tre cacciatorpediniere a ovest di Zante e Cefalonia, senza poterli attaccare. Il 16 luglio 1941 lanciò due siluri contro una nave nemica e ne avvertì le esplosioni, ma l'unità non fu affondata. Il 12 luglio 1943 lanciò una sventagliata di siluri contro tre cacciatorpediniere al largo di Taormina, con esito negativo; l'indomani fu rilevato dai cacciatorpediniere Ilex e Echo che dopo averlo bombardato con cariche di profondità e costretto all'emersione lo finirono a cannonate; il Nereide affondò assieme a 21 dei suoi uomini, una quarantina di miglia a est di Augusta.

### Ondina
Impostato il 25 luglio 1931 nei CRDA di Monfalcone e varato il 2 dicembre 1933, entrò in servizio il 19 settembre 1934. Il 1º luglio 1940 cercò di cannoneggiare due piroscafi ma non vi riuscì a causa del mare mosso. La sera del 20 giugno 1941 avvistò invece il piroscafo turco Refah (3805 tsl) che non presentava i contrassegni di neutralità; il comandante t.v. Corrado Dal Pozzo pensò dunque che stesse navigando per conto degli Alleati e ordinò di lanciare tre siluri; colpito, il mercantile affondò. L'11 luglio 1942 l’Ondina cercò di attaccare i cacciasommergibili Maid e Walrus ma fu danneggiato dalle loro bombe di profondità e costretto a venire in superficie; colpito dalle loro artiglierie (intanto erano accorse sul posto altre due unità) e da aerei, il sommergibile si autoaffondò poco dopo e l'equipaggio fu catturato, meno sei uomini caduti nell'azione.

### Rubino
Impostato il 26 settembre 1931 nei Cantieri del Quarnaro di Fiume, fu varato il 29 marzo 1933 ed entrò in servizio il 21 marzo 1934. Partecipò clandestinamente alla guerra di Spagna, con una missione senza risultati. Verso le due del pomeriggio del 29 giugno 1940, mentre rientrava a Taranto dopo aver interrotto la missione per problemi meccanici, fu attaccato da un ricognitore Short Sunderland: colpito da due bombe, il Rubino s'inabissò a circa 150 miglia da Capo Santa Maria di Leuca, assieme a 40 membri del suo equipaggio (il comandante t.v. Luigi Trebbi, un altro ufficiale e 38 fra sottufficiali e marinai); si salvarono solo quattro uomini, fra cui il comandante in seconda s.t.v. Bracco, recuperati proprio dall'aereo affondatore. Il Rubino era alla sua prima missione di guerra.

### Sirena
Impostato nei CRDA di Monfalcone il 1º maggio 1931 e varato il 26 gennaio 1933, entrò in servizio il 2 ottobre dello stesso anno. Nel 1937 partecipò clandestinamente, e infruttuosamente, alla guerra di Spagna. Fra il 20 ed il 21 giugno 1940 attaccò un cacciatorpediniere al largo di Sollum lanciandogli un siluro; mancata, la nave nemica reagì con cariche di profondità procurando al sommergibile vari danni che lo obbligarono al rientro; il 29 giugno, mentre navigava verso Taranto, fu attaccato anche da un velivolo Short Sunderland che riuscì però a distruggere con le mitragliatrici di bordo. Il 4 aprile 1941 lanciò due siluri danneggiando un cacciatorpediniere. Il 10 aprile 1943 si trovava a La Maddalena quando un pesante bombardamento aereo americano devastò la base (affondando gli incrociatori pesanti Trieste e Gorizia): non fu colpito ma ebbe 3 morti e 10 feriti gravi fra l'equipaggio sceso a terra. Il 9 settembre 1943 si trovava in cantiere a La Spezia e, non potendo partire, si autoaffondò nel porto della città.

### Smeraldo
Impostato nei cantieri Tosi di Taranto il 25 maggio 1931, fu varato il 23 luglio 1933 ed entrò in servizio il 29 novembre del medesimo anno. Effettuò, clandestinamente, un'infruttuosa missione durante la guerra di Spagna. Nelle prime ore dell'11 giugno 1940 fu il primo sommergibile italiano a lanciare un siluro durante la seconda guerra mondiale: l'arma colpì il bersaglio – un mercantile sotto scorta – ma non esplose a causa delle avverse condizioni meteomarine. Nella notte fra il 7 e l'8 luglio subì una pesante caccia con il lancio di ben duecento bombe di profondità; danneggiato seriamente, rientrò a Tobruk e si trasferì poi ad Augusta: le riparazioni terminarono solo il 2 dicembre 1940. Il 18 gennaio 1941 dovette interrompere la sua terza missione per un guasto di una certa gravità. Il 16 marzo cercò di attaccare un convoglio di sette mercantili protetti da un incrociatore e da cacciatorpediniere, senza riuscirci per la posizione non adatta all'attacco; due giorni dopo cercò di silurare un'unità sottile che reagì però cercando di speronarlo ed obbligandolo all'immersione. Il 15 settembre 1941 partì per la sua zona d'agguato al largo della Tunisia e non se ne seppe più nulla. Non avendo gli inglesi mai dato notizia di azioni antisommergibile svoltesi in quella zona e in quel periodo, l'ipotesi più probabile è che il sommergibile sia saltato su una mina fra il 16 ed il 26 settembre (data prevista per il suo rientro). Scomparvero con il sommergibile il comandante t.v. Bartolomeo La Penna, 4 altri ufficiali e 40 fra sottufficiali e marinai. Sino ad allora lo Smeraldo aveva effettuato 8 missioni offensive e 7 di trasferimento, navigando per 10.345 miglia.

### Topazio
Impostato il 26 settembre 1931 nei Cantieri del Quarnaro di Fiume, fu varato il 15 maggio 1933 ed entrò in servizio il 28 aprile 1934. Partecipò clandestinamente alla guerra di Spagna durante la quale, il 12 febbraio 1937, bombardò il porto di Valencia (durante il bombardamento il cannone andò accidentalmente distrutto). Il 12 luglio 1940 soccorse i sei sopravvissuti dei 36 naufraghi che si erano imbarcati su uno zatterino del cacciatorpediniere Espero, colato a picco da due settimane. L'11 novembre 1940 lanciò due siluri contro un convoglio britannico per Malta e ne avvertì gli scoppi, subendo poi circa due ore di bombardamento con cariche di profondità; non risultano comunque danneggiamenti (ma le fonti inglesi non riportano nemmeno l'attacco). Il 10 settembre 1941, al comando del c.c. Emilio Berengan, mitragliò e cannoneggiò il piroscafo britannico Murefte (691 tsl) e lo finì con tre siluri. Il 14 dicembre 1942 il Topazio avvistò la Forza K britannica (tre incrociatori e due cacciatorpediniere) e lanciò tre siluri che però andarono a vuoto. Il 10 aprile 1943 era a La Maddalena quando un violento bombardamento aereo statunitense colpì la base (affondando gli incrociatori Trieste e Gorizia): il Topazio rimase indenne ma registrò un morto ed un disperso fra l'equipaggio sceso a terra. All'armistizio il Topazio si trovava nel Sud Tirreno e diresse per Bona eseguendo gli ordini, scomparendo però dopo la sera del 10 settembre 1943. Dalle fonti inglesi si venne poi a sapere che il 12 settembre un velivolo aveva affondato con bombe un sommergibile, privo di contrassegni che ne rivelassero l'identità e non in rotta per Bona, nel punto 38°39' N e 9°22' E; alcuni membri dell'equipaggio, nonostante la rapidità dell'affondamento, avevano potuto abbandonare l'unità ma non erano stati soccorsi. Non si ebbero quindi superstiti del Topazio: scomparvero in mare il comandante t.v. Pier Vittorio Casarini, 5 altri ufficiali e 43 fra sottufficiali e marinai. Il Topazio aveva svolto 41 missioni di guerra, navigando per poco meno di 26.000 miglia.

### Zaffiro
Impostato nei cantieri Odero Terni Orlando di La Spezia il 16 settembre 1931, fu varato il 28 giugno 1933 ed entrò in servizio il 4 giugno 1934. Dal 24 al 26 dicembre 1941 si presentò tutte le notti al largo di Rosetta, per recuperare gli operatori degli SLC autori dell'impresa di Alessandria; operazione inutile perché erano già stati tutti catturati. L'8 giugno 1942 partì da Cagliari diretto alle Baleari; non fece mai più ritorno. Sembra sia stato affondato da un indrovolante PBY Catalina il 9 giugno, circa 35 miglia a sudovest di Ibiza. Non vi furono sopravvissuti fra gli uomini dell'equipaggio, indicati variabilmente in 39 (il comandante t.v. Carlo Mottura, 4 altri ufficiali e 34 fra sottufficiali e marinai), 49, 46 o 47. Lo Zaffiro aveva svolto 22 missioni di guerra percorrendo circa 15.000 miglia. Nel 2005 subacquei spagnoli hanno individuato il relitto di un sommergibile che potrebbe essere lo Zaffiro.

## L'apparecchio «ML»
Studi condotti dal maggiore del Genio Navale Pericle Ferretti portarono a produrre, negli anni trenta, l'apparato «ML», precursore dello snorkel. Tali impianti, che avrebbero portato grandi migliorie in termini di sicurezza, autonomia, velocità subacquea e capacità d'attacco, furono prodotti nei CRDA di Monfalcone nel 1934-1935 e si iniziò poi a montarli sui «Sirena»; quando, però, nel 1937 l'ammiraglio Antonio Legnani divenne comandante dei sommergibili della Regia Marina, fece rimuovere e demolire gli «ML» perché giudicati superflui.